# 中甸黄堇
中甸黄堇（学名：Corydalis zhongdianensis）为罂粟科紫堇属下的一个种。

## 扩展阅读
- 維基物種上的相關：中甸黄堇